# Eir 10

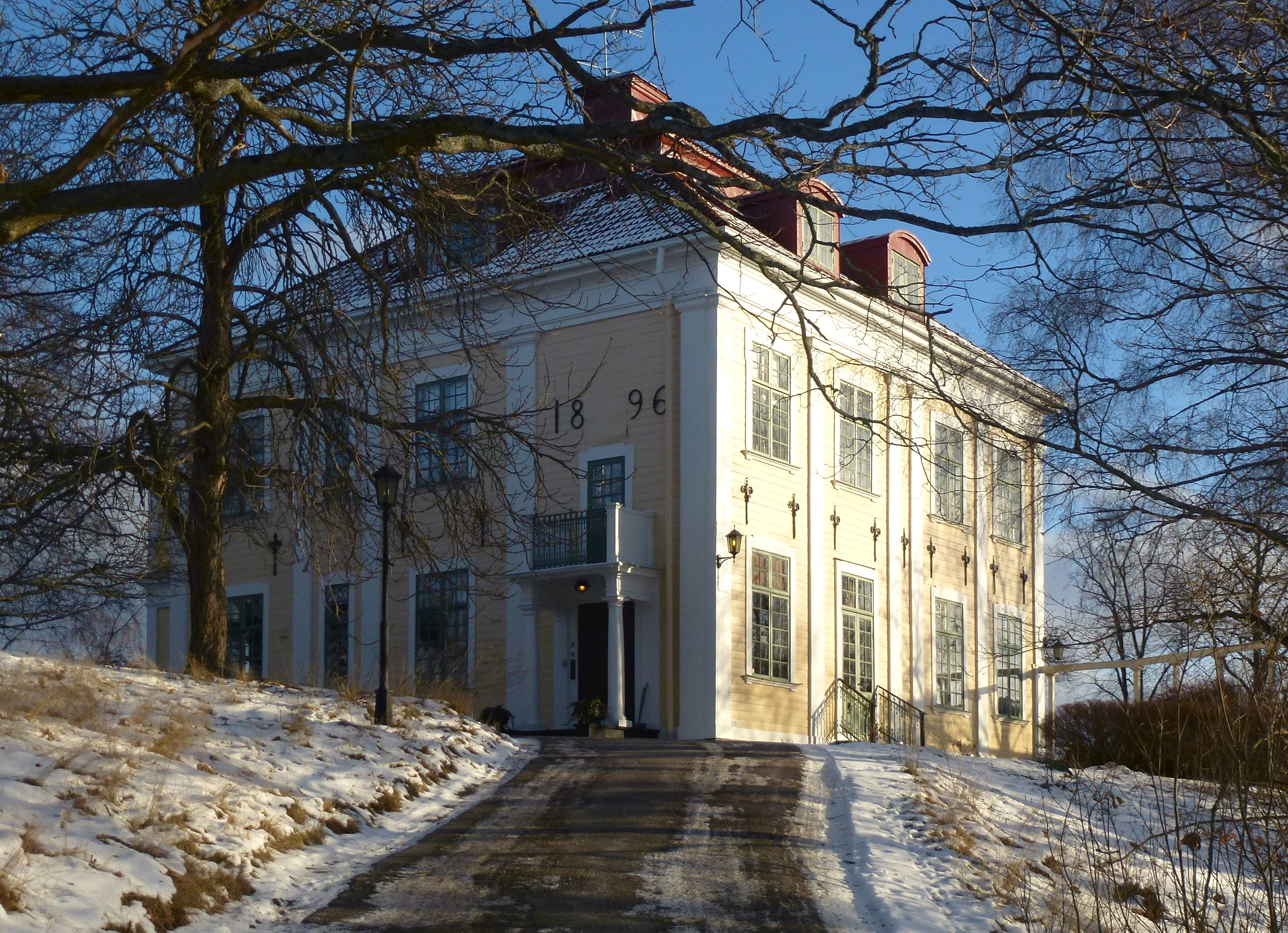
Villa Hirsch, Danavägen 4C, 2014.

Eir 10 (Villa Hirsch) är en villafastighet i kvarteret Eir vid Danavägen 4C i Djursholm, Danderyds kommun. Villan uppfördes 1896 efter ritningar av arkitekt Rudolf Arborelius på uppdrag av grosshandlaren Isaak Hirsch. Byggnaden har år 2003 av Danderyds kommun klassats som ”omistlig”.

## Byggnadsbeskrivning
Tomten, som ursprungligen även omfattade fastigheterna Eir 8 och 9 (Danavägen 4A och 4B) har i sin nordvästliga del en kulle, på vilken villan uppfördes. Beställare var Isaak Hirsch, en av de ledande byggherrarna i Stockholm kring sekelskiftet 1900. Hirsch grundade även Oscarsteatern i Stockholm 1905. År 1892 gav han arkitekt Rudolf Arborelius uppdraget att rita en representativ villa i nybildade Djursholms villastad. Resultatet blev ingen byggnad i nationalromantikens stilriktning (annars övervägande i Djursholm) utan en pastisch med barock och karolinsk stil som främsta inspirationskälla. Riddarhuspalatsetsets flygelbyggnader lär ha stått som förebild, när Arborelius ritade Hirschs villa. Byggnaden är ett högt timmerhus i två våningar med säteritak. Fasaderna accentueras av pilaster och falska ankarslut, samt ett stort årtal ”1896” i smide över entrén. Entrén ramas in av en balkong  som bärs upp av två kolonner. 
Efter Isaak Hirsch bodde bankmannen Alfred Berg i villan, som han förvärvade 1910. Berg var passionerad samlare av konst och antikviteter, vilka fyllde huset vid Danavägen. Strax efter giftermålet med Berta Nystöm flyttade Berg från Djursholm till Viks slott i Uppland, där hade han plats för ännu mera konst.